# 체사레 베카리아

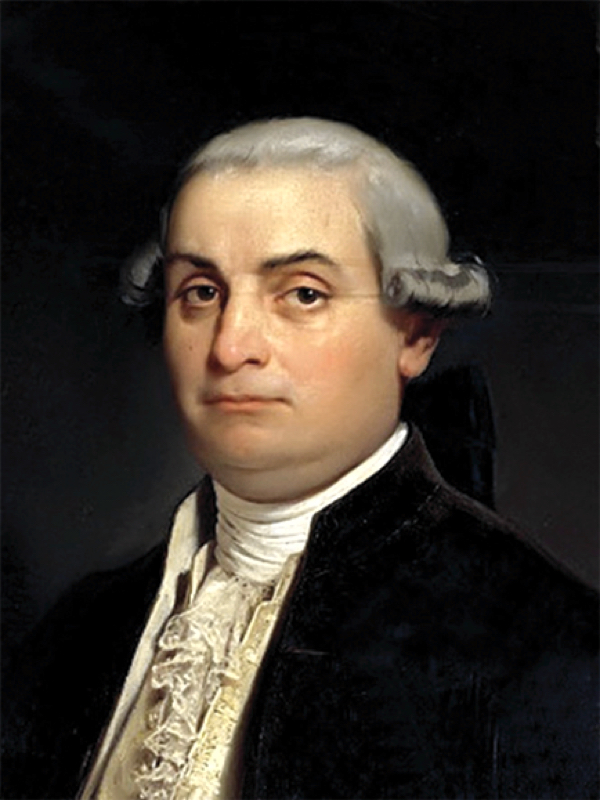
체사레 베카리아

체사레 베카리아(이탈리아어: Cesare Beccaria, 1738년 ~ 1794년)는 이탈리아의 법학자ㆍ경제학자이다. 근대 형법 사상의 기초를 마련하였다. 저서에 《범죄와 형벌》(이탈리아어: Dei delitti e delle pene)이 있다.
베카리아는 형벌이 공공의 선을 증진해야 한다고 보아, 사람들에게 지속적인 인상을 주어 범죄를 예방할 수 있는 종신노역형을 최고의 형벌로 쳤다.